# Maruf al-Bachit

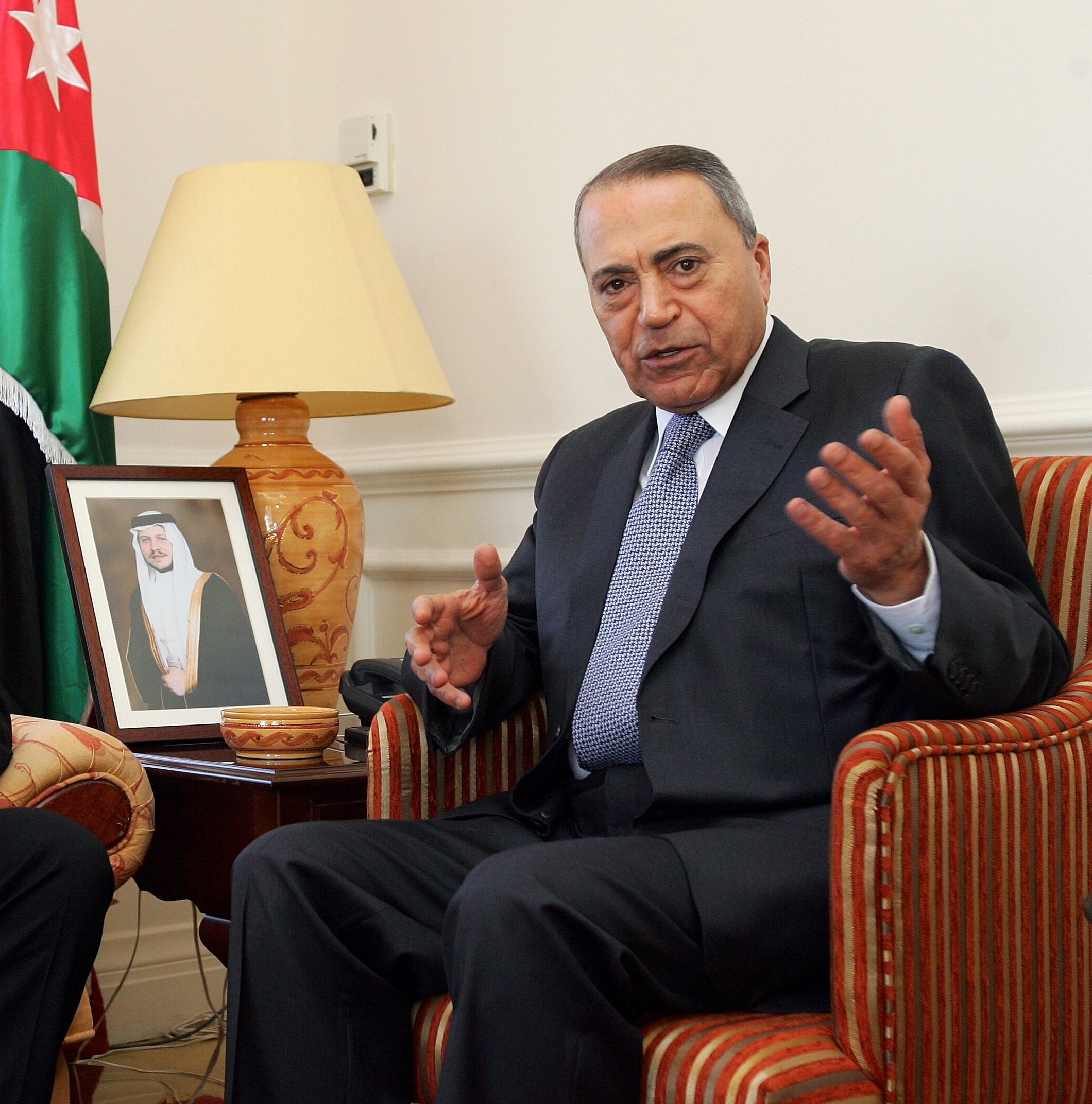
Maruf al-Bachit

Maruf Suleiman al-Bachit (arabisch معروف سليمان البخيت, DMG Maʿrūf Sulaimān al-Baḫīt, manchmal auch Marouf Sulayman al-Bakhit und al-Bakheet geschrieben; * 18. März 1947 in Mahis; † 7. Oktober 2023) war Premierminister von Jordanien. Wie schon 2005, wurde er am 1. Februar 2011 von König Abdullah II. mit der Bildung der jordanischen Regierung beauftragt und am 9. Februar vereidigt.

## Leben
Bereits von 2005 bis 2007 hatte er das Amt des Premierministers inne. Zuvor war er Botschafter in Israel und Nationaler Sicherheitschef. Sein Schwerpunkt ist, die Sicherheit und Stabilität von Jordanien zu gewährleisten. Für seine erste Amtszeit wurde er weniger als drei Wochen nach dem Bombenattentat in Amman 2005 ernannt.
Maruf al-Bachit entstammt dem al-Abadi-Stamm, dem zweitgrößten Jordaniens. 1964 ging er zur Armee. 1966 schloss er das Royal Military College als Second Lieutenant ab. 1999 schied er als Generalmajor aus der Armee aus. Er hatte einige Führungspositionen in der Armee inne. Er repräsentierte Jordanien bei Abrüstungsgesprächen in Madrid.
Auch während des Friedensprozesses von 1999 bis 2002 hatte er führende Positionen inne. Dann war er bis 2005 Botschafter in der Türkei, danach in Israel. Er hat Universitätsabschlüsse der Universität von Jordanien, der University of Southern California und des King’s College London.
Am 24. Oktober 2011 wurde al-Bachit von Aun Schaukat al-Chasauneh als Regierungschef abgelöst. Er verstarb am 7. Oktober 2023.